# 宮簀媛
宮簀媛（みやずひめ、生没年不詳）は、古墳時代の豪族・尾張国造の女性。日本武尊の最後の配偶者であり、熱田神宮の創祀に関わる重要人物と伝えられるが子は無く、記紀ともに系譜には記されず、物語にのみ現れる。

## 概要
『日本書紀』では宮簀媛、『古事記』では美夜受比売。
『日本書紀』によれば、日本武尊は東征の帰途、尾張へ入り尾張氏の娘宮簀媛を娶って滞在した。やがて近江国の伊吹山に荒ぶる神がいると聞いて、草薙剣を媛の家に残し素手で退治に出かけた。しかし、山道で神が大蛇に化して出現したのを無視したところ、神は氷を降らせて尊を迷わした。このため尊は失神し、山下の泉でようやく正気を取り戻したが、病の身となっていた。そして尊は尾張へ戻るが、媛の家には寄らず、そのまま伊勢国に向かったという。『古事記』にも同様の話を記載するが、倭建命は比売の月の障りをおして交わったという。またその結婚は東国へ向かう途中に尾張を通った時に約束がしてあったとする。『尾張国風土記』逸文の熱田社由来および『熱田大神宮縁起』には、日本武尊が尾張連らの遠祖である宮酢媛命を娶って宿泊した時、剣が神々しく光り輝いたため、宮酢媛命にその剣を奉斎することを命じ、そこで建てたのが熱田神宮であるとされる。

## 伝承
尾張国の地誌『尾張名所図会』によると、ヤマトタケルが東征で尾張の「布曝女町（及び松姤社）」（又は曾福女町、そぶくめまち：江戸時代まで熱田神宮の八剣宮の南東に存在したとされる、松姤社と呼ばれる神社とそこの町名の呼称）の場所を通りかかった時、美しい女性（宮簀媛）が1人で川辺で布を晒していた。その時ヤマトタケルと初めて出会い、声を掛けられ、氷上の里への道を聞かれたが、宮簀媛は耳が聞こえない振りをしたという。『名古屋市史』では「布曝女」の由来は宮簀媛が裁縫をした場所とし、江戸時代の高力猿猴庵の随筆では宮簀媛が布をさらした場所としている。また、尾張藩が完成させた地誌『尾張志』ではヤマトタケルの東征の最中、宮簀媛は門戸を閉じて、誰の声も聞かずに、ヤマトタケルの帰りを祈願したとも言われる。
奈良県天理市にある出雲建雄神社の縁起には祭神（草薙剣の荒魂）が 「吾は尾張氏の女（巫女）が祭る神である。云々」と託宣されており、これは宮簀媛の事である。
福岡県鞍手郡鞍手町中山にある八剣神社はヤマトタケルが熊襲討伐の西征の時、訪れた事がある、ゆかりの地でもある事から、ヤマトタケルの妃である宮簀媛も祀っている。

## 系譜
尾張国造の乎止与命（オトヨ）の娘。父の乎止与命は天火明命（アメノホアカリ）または綿積豊玉彦命（ワタツミトヨタマヒコ）の子孫。建稲種命の妹。